# Agoria
Agoria, voordien bekend als Fabrimetal, is een Belgische sectorale werkgeversorganisatie voor technologiebedrijven die door de ontwikkeling of toepassing van innovaties vooruitgang in de wereld nastreven. Ongeveer 200 werknemers staan er ten diensten van bijna 2000 aangesloten bedrijven (in 2023).

## Geschiedenis
Fabrimetal, voluit de Federatie van de ondernemingen der metaalwerkende nijverheid (Frans: Fédération des entreprises de l’industrie des fabrications métalliques, Fabrimétal) werd opgericht in 1946 op de fundamenten van de Fédération des constructeurs, opgericht in 1906. Op zijn hoogtepunt groepeerde Fabrimetal 1200 ondernemingen uit de metaalverwerkende nijverheid, de elektrische constructie en de verwerking van kunststoffen.
Op 9 november 2000 werd de naamsverandering van Fabrimetal naar Agoria bekendgemaakt door toenmalig gedelegeerd bestuurder Philippe de Buck en voorzitter John Cordier. De oude benaming verwees te veel naar de metaalverwerkende sector en de bedoeling was om nieuwe technologiebedrijven als lid te doen aansluiten.
Het huidige Agoria telt ruim 2100 lidbedrijven uit de maakindustrie, de digitale en de telecomsector. In totaliteit vertegenwoordigen deze sectoren met €125,20 miljard omzet in 2018, 9% van de toegevoegde waarde van de privésector in België. Naast 310.000 directe jobs leveren ze ook evenveel indirecte banen op. Agoria is de grootste federatie binnen het Verbond van Belgische Ondernemingen (VBO).

## Structuur
Agoria wordt aangestuurd door de Belgische bedrijven en is federaal opgedeeld in Agoria Vlaanderen, Agoria Brussel en Agoria Wallonie. Op intersectoraal vlak is Agoria aangesloten bij het Verbond van Belgische Ondernemingen (VBO). Bart Steukers leidt de organisatie sinds 2021 en Lode Peeters werd voorzitter in 2023.
| Periode    | Voorzitter               |
| Fabrimetal | Fabrimetal               |
| ---------- | ------------------------ |
| 1946-1952  | Leon Antoine Bekaert     |
| 1953-1965  | Félix Leblanc            |
| 1965-1971  | Georges Moens de Fernig  |
| 1971-1977  | Marc Verhaeghe de Naeyer |
| 1977-1983  | Philippe Saverys         |
| 1983-1989  | Eugène Van Dyck          |
| 1989-1993  | Richard Gandibleux       |
| 1993-1999  | Karel Vinck              |
| 1997-1999  | Julien De Wilde          |
| 1999-2000  | John Cordier             |
| Agoria     |                          |
| 2000-2002  | John Cordier             |
| 2002-2007  | Thomas Leysen            |
| 2007-2008  | Francis Verheughe        |
| 2009-2010  | Paul Depuydt             |
| 2010-2016  | Christ'l Joris           |
| 2016-2019  | Marc De Groote           |
| 2019-2023  | René Branders            |
| 2023-heden | Lode Peeters             |

| Periode    | Gedelegeerd bestuurder            |
| Fabrimetal | Fabrimetal                        |
| ---------- | --------------------------------- |
| 1946-1965  | Georges Velter                    |
| 1965-1974  | Jean Poncelet                     |
| 1974-1987  | Jacques De Staercke               |
| 1987-2000  | Philippe de Buck van Overstraeten |
| Agoria     |                                   |
| 2000-2001  | Philippe de Buck van Overstraeten |
| 2001-2013  | Paul Soete                        |
| 2013-2021  | Marc Lambotte                     |
| 2021-heden | Bart Steukers                     |